# دامورهودا
دامورهودا (به لاتین: Damurhuda) یک منطقهٔ مسکونی در بنگلادش است که در ناحیه چوادنگه واقع شده‌است. دامورهودا ۳۰۸٫۱۱ کیلومتر مربع مساحت و ۲۸۹٬۵۷۷ نفر جمعیت دارد.